# الظهار (القفر)

تعديل مصدري - تعديل

الظهار محلة تابعة لقرية شبيث، التابعة لعزلة بني سيف السافل بمديرية القفر إحدى مديريات محافظة إب في الجمهورية اليمنية، بلغ تعداد سكانها 100 حسب تعداد اليمن لعام 2004.